# Скайлайн 3
«Скайла́йн 3» (англ. Skylin3s) — американский малобюджетный научно-фантастический боевик. Является триквелом фильма «Скайлайн» 2010 года.

## Сюжет
Капитан Роуз Корли, взяв под свой контроль инопланетный корабль, ведёт освобождённых биомеханических солдат и людей в атаку на другие инопланетные корабли вокруг Луны, включая главный космический корабль. Флот обороны Земли направлен против захватчиков, которые планируют уничтожить Землю с помощью «Армады» — супероружия, способного искоренить любую жизнь на планете. Корабль Роуз уничтожает Армаду, но эта победа достаётся ей ценой тысячи пилотов человеческого флота.
Через пять лет после этих событий Роуз, отныне вынужденная скрываться от охотников за головами и живущая как аутсайдер, отправляется в Лондон, который был разрушен обломками сбитого корабля. Она навещает доктора Мэл, которая пытается найти лекарство от вируса, превращающего человеческий мозг в имплантированных инопланетных дронов — пилотов — в своих бывших враждебных себя.
Когда опасный вирус угрожает превратить теперь живущие на Земле дружественные человеку инопланетные гибриды в оружие против людей, Роуз должна возглавить команду элитных наёмников на миссии в инопланетный мир, чтобы спасти то, что осталось от человечества.

## В ролях
- Линдси Морган — Роуз Корли
- Рона Митра — доктор Мэл
- Джеймс Космо — Грэнт
- Александр Сиддиг — генерал Рэдфорд
- Даниэл Бернхардт — полковник Оуэнс
- Яян Рухьян — Хуана
- Джонатан Ховард — Леон
- Иева Андреевайте — Алекси
- Саманта Джин — Элейн
- Джереми Фицджеральд — Трент

## Продолжение
В декабре 2020 года сценарист и режиссёр Лиам О'Доннелл объявил о планах продолжить фильм с намерением вернуть основной актерский состав.  В том же месяце Фрэнк Грилло выразил заинтересованность в повторении своей роли.